# たべごろピーチ
たべごろピーチは、日本の女性お笑いコンビ。所属していた事務所は松竹芸能（東京）。

## メンバー
（特に出典のついているもの以外の記載は、#外部リンク節掲載の「たべごろピーチ - タレント一覧 - 松竹芸能」（公式プロフィール、2019年9月8日閲覧）による）
- 星ちゃん（ほしちゃん、1988年3月29日（36歳） - ）
本名、星 美穂（ほし みほ）
福島県出身。
身長155cm、血液型B型。
松竹芸能タレントスクール東京校24期生出身。
トリオ『ガールプレイヤー』の元メンバー[1]で、元ピン芸人『星ぶどう』[2]。
その他詳細は、星美穂の項目を参照。

- だいどぅ（1989年7月12日（35歳） - ）
東京都出身。
身長161cm、血液型A型。
妹が居る[3]。
ファイナンシャルプランニング技能士3級の資格有り。 普通自動車運転免許
特技はポジティブダンス、早食い。
趣味は外国人との会話、カラオケ、リズムに乗って踊ること、一人での変顔、食べること。
金色のドレス、短パンなどと言う格好がステージ衣装。
高校を首席で卒業している[4]。これらは相方の星によってネタにされることがある。また、オカマ顔と言われることもある[4]。
松竹芸能タレントスクール東京25期生出身。2015年8月、男女コンビ『椿』を結成[5]。フリーで活動した後、椿は2016年4月から松竹芸能に所属[6]。椿は2017年1月に解散。

## 来歴
2016年7月31日をもってガールプレイヤーが解散し、ピン芸人として活動していた星ちゃんが、松竹芸能タレントスクールの1期後輩で2017年1月に『椿』が解散したばかりのだいどぅを誘い、2017年1月末に結成。
二人とも、キンタロー。が主宰する女芸人ユニット『SBK48』のメンバーでもある。なお、SBK48内の派生ユニット『松木坂46』には星のみ参加している。
2020年2月29日にコンビの解散と二人とも芸人を引退することを発表したが、新型コロナウイルス感染症の流行の影響でラストとなるライブ出演が当面延期となっていた。約2年ぶりのライブだったという2021年12月19日開催の『卒業ライブ』（東京・新宿Fu-）の開催・出演を最後に正式に解散。

## 芸風
ネタは主に漫才で、だいどぅは両腕と一緒に腰を激しく振ったり回したりしながら登場し、星ちゃんは短パンを丸出しにするだいどぅをして「パンツが見えちゃってますね」と紹介している。そしてだいどぅは「世界中が注目する女～、松竹芸能のア～リ～ア～ナ・グランデこと～、う～～！（ここで足を開いて合掌するポーズになり、合掌を頭の上まで持っていく）、だいどぅで～～す！（ここで両手の掌を頭の後ろに持って行って腰を振る（回す））」というアクション付きの挨拶をしている。そしてネタ中もだいどぅは頭を両腕と一緒に振ったり、激しくステップを踏むなどの激しいアクション付きの流れが多い。そんなだいどぅを、星ちゃんは「母の様に見守る」芸風とも紹介されている。

## 出演
SBK48または松木坂46としての出演は、SBK48#公演以外の出演、SBK48#松木坂46を参照。

### テレビ
- 女神のマルシェ（日本テレビ）- 2018年1月5日、2018年3月16日
- ブラ迷相談部 その悩み!小杉と吉田まで（東海テレビ放送）
- 一夜づけ（テレビ東京）- 2018年5月7日、2018年5月14日
- 有田ジェネレーション（TBS）- 2019年1月10日、「よゐこ濱口激押し芸人」として出演[14]
- ウチのガヤがすみません!（日本テレビ）- 2019年9月3日初出演
- ザ・細かすぎて伝わらないモノマネ（フジテレビ）
  - 2019年12月14日の回（第2回）初出演、この回はだいどぅのみ（穴井詩の真似）、キンタロー。（畑岡奈紗の真似）、はるかジェンヌ（イ・ボミの真似）、東塚菜実子（渋野日向子の真似）との共演で出演。

### WEB
- おぎやはぎの「ブス」テレビ（AbemaTV） - だいどぅのみ準レギュラー